# Johann Scheubel
Johann Scheubel (* 18. August 1494 in Kirchheim unter Teck; † 20. Februar 1570 in Tübingen) war ein deutscher Mathematiker. Scheubel gilt als Wegbereiter der Algebra in Europa.

## Leben und Werk
Auf ihn gehen bedeutende Neuerungen zur Lösung quadratischer Gleichungen zurück. Er verfasste insgesamt sechs Bücher zur Arithmetik und Algebra sowie zahlreiche Handschriften zu mathematischen und astronomischen Themen. Seit 1535 an der Universität Tübingen, wurde er dort 1540 Magister und 1550 Professor. Zudem entwarf er 1559 die älteste Landkarte des Herzogtums Württemberg. Die Holzschnittrundkarte im Maßstab von etwa 1:600.000 nennt 122 Orte. Die in seinem Nachlass befindliche Buchsammlung von 200 Bänden ist heute Teil des Altbestandes der Universitätsbibliothek Tübingen.
Johann Scheubel veröffentlichte 1555 in seiner deutschen Übersetzung der Bücher VII-IX von Euklids Elementen die nächsten beiden vollkommenen Zahlen 216·(217–1) = 65536 · 131071 = 8589869056 und 218·(219–1) = 262144 · 524287 = 137438691328. Die zweiten Faktoren sind die Mersenneschen Primzahlen M17 und M19. Allerdings erkannte er sowohl 211–1 = 2047 = 23 · 89 als auch 215–1 = 32767 = 7 · 31 · 151 nicht als zusammengesetzt, dafür aber 221–1 = 2097151 = 72 · 127 · 337. (Die Zerlegungen gibt er allerdings an dieser Stelle nicht an.) Er erhält in seinem Werk also fälschlicherweise neun anstatt der korrekten sieben vollkommenen Zahlen.
Von ihm stammt die erste deutsche Übersetzung der Elemente, allerdings war sie unvollständig (nur Buch 7 bis 9). Die Bücher 1 bis 6 der Elemente gab er schon 1550 in einer griechisch-lateinischen Ausgabe heraus. Umfangreiche Handschriften von ihm zu Euklids Elementen sind in Tübingen, in der Vatikanbibliothek und der Columbia University.
Mit seiner Einführung in die Algebra aus seiner lateinischen Euklid-Ausgabe von 1550 (und separatem Druck in Paris) gehörte er zu den deutschen Cossisten (Coß wurden damals Rechenbücher mit Algebraaufgaben genannt) und verwendete heute noch benutzte algebraische Symbole wie für Plus und Minus, wie auch Michael Stifel und Christoph Rudolff (auf denen er aufbaut) und andere deutsche Cossisten, hat aber auch eine eigenständige Notation. Beispielsweise bedeutet die Verwendung von ra je nach Stellung der Zahl vor oder nach dem Symbol Wurzel oder Multiplikation mit einer Unbekannten, er erwähnt aber auch das heute gebräuchliche Wurzelsymbol. Robert Recorde in England benutzte ihn neben Stifel als Quelle. Allerdings verwendet er in seiner Arithmetik andere Zeichen etwa für Plus und Minus als in seiner Algebra. In seiner Euklid-Ausgabe benutzt er algebraische Symbole zur Darstellung von Beispielen zur Illustration der Sätze von Euklid.

## Privates
Er heiratete nach dem Tod seiner ersten Frau 1554 zwei Jahre später erneut (Anna Stöfflin, gestorben 1573).

## Schriften
- De numeris et diversis rationibus seu regulis computationum opusculum, Leipzig 1545, 1557
- Compendium arithmeticae artis, Basel 1549, 1560
- Euclidis Megarensis […] sex libri priores, Basel 1550, 1590
  - Die darin enthaltene, der Beschreibung der ersten sechs Bücher Euklids vorangestellte Brevis Regularum Algebrae Descriptio (eine Einführung in die Algebra von 76 Seiten) ließ er 1551 und 1552 in Paris separat drucken: Algebrae compendiosa facilisque descriptio
- Das sibend, acht vnd neunt buch des hochberuembten Mathematici Euclidis Megarensis, Augsburg 1555
- Warhafftige vnd grundtliche Abconterpheung des loblichen Fürstenthumbs Würtemberg, 1559 (Landkarte) (Digitalisat).
- Jacobi Fabri Stapulensis in Arithmetica Boëthi epitome, 1553